# Lotononis rigida
Lotononis rigida är en ärtväxtart som först beskrevs av Ernst Meyer, och fick sitt nu gällande namn av George Bentham. Lotononis rigida ingår i släktet Lotononis och familjen ärtväxter. Inga underarter finns listade i Catalogue of Life.